# 發明工坊
《發明工坊》是日本工畫堂工作室所發行的電腦遊戲以及依此改編的OVA作品。
2002年7月20日，《發明工坊》開始發售。
2005年3月25日，《發明工坊》的續篇《發明工坊2》發售。2005年8月11日，日本一软件將《發明工坊》移植到PlayStation 2平臺。
蒼系列前兩作《發明工坊》與《發明工坊2》中文版皆由光譜資訊代理。《發明工坊》OVA版動畫由台灣勝利國際多媒體代理。至於前兩作的一部分，《發明工坊》的外傳《臉紅心跳大作戰》（蒼い海のトリスティア どきどきおぺれーしょん）為打字冒險遊戲而僅有日文版，而《發明工坊2》的外傳《臉紅心跳大冒險》（蒼い空のネオスフィア どきどきアドベンチャー Effective E）則是由松崗科技代理中文版。蒼系列第三作《發明工坊3 蒼之巨神》亦由松崗科技代理中文版，和前兩作的世界觀相同，但採用不同的主角和遊戲方式。而蒼系列第四作《白銀卡爾與蒼空女王》則僅有日文版。
玩法為製造及合成產品，然後售賣，發展城市經濟，有複雜的RPG劇情。

## 登場人物
- 娜諾卡·福蘭克（ナノカ·フランカ）（配音員：川澄綾子）/同左
- 史托卡（スツーカ）（配音員：小杉十郎太）/同左
- 奈奈·翰柏頓（ネネ·ハンプデン）（配音員：野川櫻）/同左
- 芙莉·卡瑞（フォーリィ·キャラット）無/
- 菈菲無/（配音員：友永朱音）
- 蕾尼芮·庫特納（レイグレット·クタニエ）無/
- 天剎（配音員：不明）
- 安琳瑟·赫斯羅普（エリンシエ・ヤースロップ）（配音員：釘宮理惠）/無
- 珞琪·魏魯金（ノキ・ウェルキン）（配音員：高橋美佳子）/無

## 遊戲工作人員
- 角色設計：駒都英二
- 劇本：
- 程式設計：
- 音樂：馬場信繁
- 編譯：松浦幸冶

## OVA工作人員
- 原作：
- 監督：
- 劇本：佐藤和治
- 角色原案：駒都英二
- 角色設計：小笠原篤
- 機械・小物・物件設計：野崎透
- 美術：草薙
- 動畫製作：ufotable zippers
- Cosplay制作協力：CANDY ONE
- 製作：KlockWorx

## 外部連結
- （日語）工畫堂《發明工坊》官方介紹 （页面存档备份，存于）
- （日語）工畫堂《發明工坊2》官方介紹 （页面存档备份，存于）
- （日語）工畫堂《發明工坊3》官方介紹 （页面存档备份，存于）
- （日語）《發明工坊外傳：臉紅心跳大冒險》官方介紹 （页面存档备份，存于）
- （繁體中文）光譜資訊《發明工坊2》官方介紹
- （繁體中文）松崗科技《發明工坊外傳：臉紅心跳大冒險》官方介紹
- （繁體中文）松崗科技《發明工坊3》官方介紹